# Burkard Schmidl

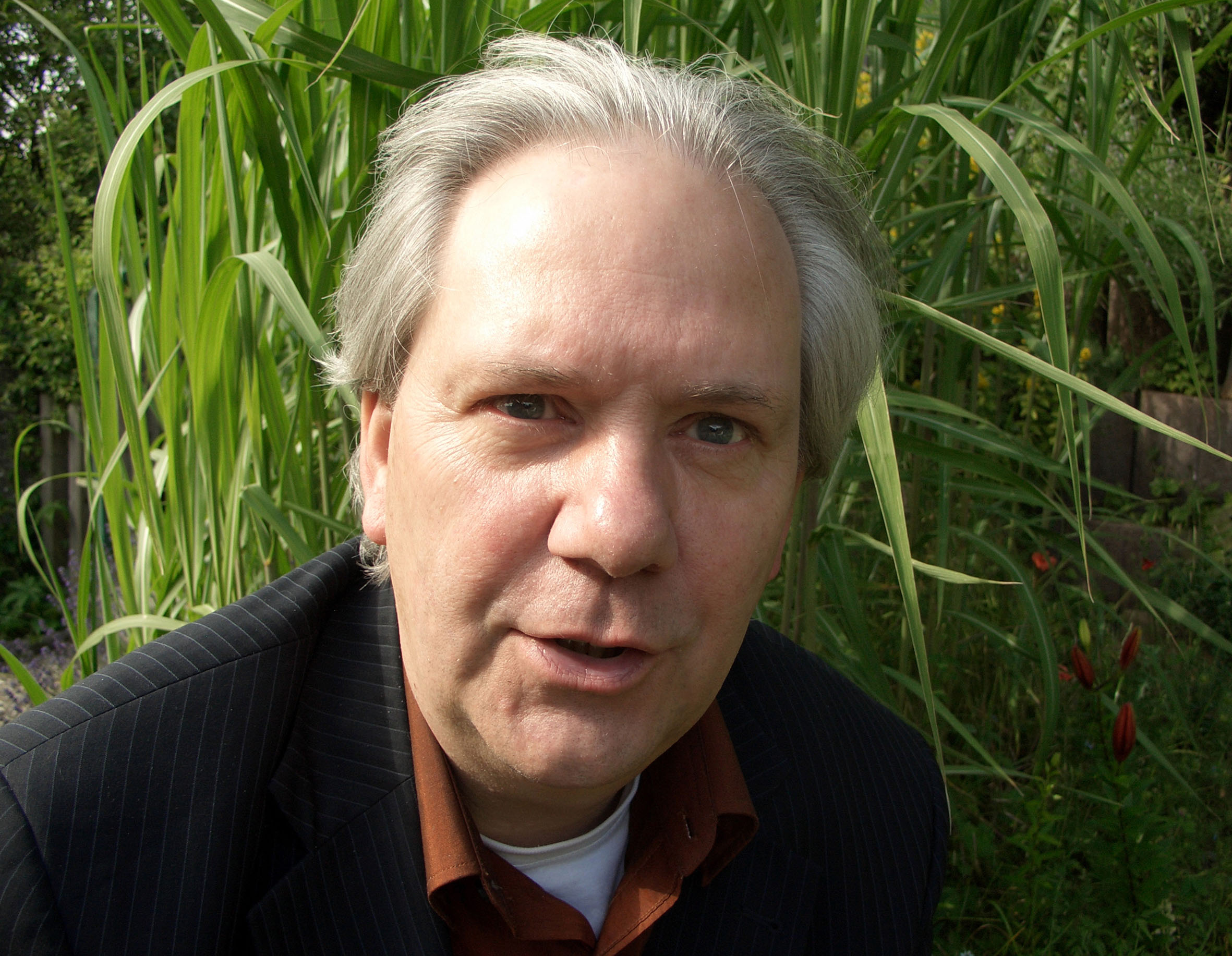
Burkard Schmidl 2010

Burkard Schmidl (* 14. Oktober 1955 in Würzburg) ist ein deutscher Komponist, Klangkünstler, Musikproduzent und Keyboarder.

## Leben
Burkard Schmidl erhielt im Alter von 10 Jahren klassischen Klavierunterricht. Im selben Jahr gründete er seine erste Band. Mit 15 sammelte er Erfahrungen auf der Bühne. Er spielte im Vorprogramm von Albert Mangelsdorff, Joachim Kühn, Volker Kriegel, Klaus Doldinger oder Terje Rypdal. 1973 ging er nach München auf die Jazz School und wurde Schüler von Joe Haider und Joe Nay. Nach einem halben Jahr verließ er den Schulbetrieb, weil er ihm zu theoretisch erschien. Er bekam das Angebot bei der Kultband „Missus Beastly“ einzusteigen und komponierte bald einen Großteil des Repertoires dieser Fusion-Gruppe. 1976 war er Mitbegründer von „April Records“, später umbenannt in „Schneeball Records“. Dies war ein vom Verlag der Autoren inspirierter Zusammenschluss der Gruppen Ton Steine Scherben, Embryo und Missus Beastly zum Zweck eines gemeinsamen alternativen Platten-Vertriebs.
1982 löste er „Missus Beastly“ auf und sammelte neue musikalische Erfahrungen auf mehreren Reisen mit den Dissidenten nach Tanger in Marokko. Dort spielte er unter anderem mit den Musikern der Gnawa-Bruderschaft. Aus dem Interesse an marokkanischer Musik und dem Wunsch ethnische Musik mit westlichen Rockelementen zu verbinden, entstanden die ersten Dissidenten- Tonträger „Casablanca“ und „Sahara Elektrik.“ Mit dieser Band war Schmidl maßgeblich an der Entwicklung des Genres Weltmusik beteiligt. Ein weiteres Dissidenten-Projekt war die gemeinsame Tournee mit dem Ensemble des Karnataka College of Percussion. Die Zusammenarbeit mit dem Meistertrommler T.A.S. Mani und seiner Frau, der Sängerin R. A. Ramamani, war für Schmidl ein wichtiger Einfluss. Ebenso die Zusammenarbeit mit dem indischen Tavil-Spielern Paramashivam und Ramesh Shotham.
Er verließ die Dissidenten und veröffentlichte eine skurrile LP unter dem Pseudonym „Ivan Opium“ und absolvierte mehrere TV-Auftritte mit angeklebtem Bart, eigenartigem Dialekt und behauptete aus Taschkent zu stammen. Er war Talkgast in Thomas Gottschalks Radio-Show. Beim Bayerischen Fernsehen lernte er den Moderator, Komiker und Schauspieler Eisi Gulp kennen der Schmidls komische Seite erkannte. Fünf Jahre war Schmidl als „Prof. Ivan Opium“ Teil der Eisi Gulp Comedy-Show mit ca. 500 Auftritten in Europa.
Parallel dazu war er Gast-Dozent an der staatlichen Musikhochschule in Würzburg, spielte mit Charlie Mariano und verstärkte die Band Munju anlässlich der Ballettaufführungen „Faust“ am Würzburger Stadttheater. Er komponierte Filmmusik und arbeitete als Studiomusiker – unter anderem mit den ex-Spliff und Nina-Hagen-Band-Mitgliedern Bernhard Potschka und Herwig Mitteregger. Für das Projekt „Kunst Disco“, den offiziellen Kulturbeitrag der Bundesrepublik Deutschland zu den Olympischen Spielen in Seoul 1988 komponierte Schmidl eineinhalb Stunden Musik und gab einige Live-Konzerte in Südkorea für das Goethe-Institut.
1990 zog sich Burkard Schmidl von der Bühne zurück. Er suchte nach neuen Formen musikalische Projekte zu präsentieren – jenseits der klassischen Bühnensituation. Er realisierte eine Klanginstallation mit zwölf diskreten Kanälen für die Landesgartenschau in Würzburg. Das Projekt „Klanggarten“ entstand und wurde im selben Jahr auf dem Erlanger „Festival des Hörens“ neben Werken von Edgar Varèse und John Cage vorgestellt. Er entwickelte eine individuelle Mischung aus E- und U-Musik, aus Jazz, Minimal Music, Elektronik und den Erfahrungen mit der Musikkultur anderer Kontinente. Für sein Schaffen verlieh ihm die Bayerische Akademie der Schönen Künste ein Stipendium an der Cité Internationale des Arts Paris auf Betreiben seines Förderers Bertold Hummel.
Es folgen 2 CD-Produktionen und Klanggarten Vol. II auf der IGA Stuttgart EXPO 93 mit 9 Millionen Besuchern. Durch solche Großveranstaltungen gelang es Schmidl das Genre Klanginstallation, einem großen Publikum näher zu bringen. Angesichts der entspannenden Wirkung seiner Musik installierte er in den Folgejahren auch dauerhafte Festinstallationen in Parks und Kureinrichtungen z. B. in Bad Sassendorf, Bad Mergentheim, Bad Kissingen oder Meran.
Es entstanden weitere Projekte wie eine Klangallee mit 16 diskreten Kanälen für die erste Hessische Landesgartenschau. 1999 wurde der dritte Teil der Klanggarten-Trilogie auf der zweiten sächsischen Landesgartenschau in Olbersdorf und Zittau uraufgeführt. Im Frühjahr 2000 die Premiere der Installation „Music in the dark“ anlässlich des „Festival der leisen Töne“ in Kitzingen.
2004 wurde in einem Kuppelbau der Kulturgartenschau Trier das Projekt „the secret element“ uraufgeführt. Im Zentrum dieser Klang- und Lichtinstallation steht ein Disklavier. 2005 war die Installation im Würzburger „Museum im Kulturspeicher“ zu erleben. Er wurde 2006 für den Deutschen Klangkunstpreis nominiert, dokumentierte sein Konzept „1000 m unter Marl“ im Skulpturenmuseum Glaskasten Marl und führte die Klanginstallation „the secret element“ auf der Art Cologne 2006 im Rahmen der SoundART 06 auf. 2007 war „the secret element“ auf der SoundART 07 in Duisburg im Rahmen des Traumzeit-Festivals installiert. Das Werk „Rheinklang“, eine Installation, die sich thematisch mit dem Thema „Fluss“ auseinandersetzt, war ab April 2008 auf der Landesgartenschau in Bingen am Rhein, entlang des Rheinufers zu erleben. Die umfangreichste Arbeit präsentierte er 2010 im Stadtpark Aschersleben: „Klanguhr – Die Olearius Symphonie“ – eine Installation, die sich im Lauf des Tages ständig veränderte. Gewidmet ist sie dem Leben und Schaffen von Adam Ölschläger – genannt Adam Olearius.

## Diskografie
Solo
- 2012 – "Klanguhr" – 6 Extra Tracks (fine-media)
- 2010 – “Klanguhr” (fine-media)
- 2008 – “Der Fluss” (fine-media)
- 2007 – “Made On Earth” (fine-media)
- 2004 – “The Secret Element” (fine-media)
- 2001 – „Klanggarten Vol. III“ (fine-media)
- 1998 – „Klangallee Vol. II“ (IC-DA)
- 1994 – „Klangallee“ (IC-DA)
- 1993 – „Klanggarten Vol. II“ (fine-media)
- 1992 – “Zodiac Symphony” (IC-DA)
- 1991 – „Enter & Return“ (IC-DA)
- 1990 – „Klanggarten Vol. I“ (fine-media)

außerdem diverse Sampler
Diskografie Gruppenprojekte
- 2017 – Dr. Aftershave: "In the Diving Bell" (Garden of Delight)
- 2009 – Aufbrüche – Die Umsonst und Draussen Festivals 1975–1978 (Sireena Records)
- 1990 – Herwig Mitteregger: „Mitteregger“ (CBS)
- 1986 – Perxon: (Bernhard Potschka) “Lose your mind” (CBS)
- 1985 – Perxon: (Bernhard Potschka) “Still cryin’” (CBS)
- 1985 – Dissidenten: “Casablanca” (Exil Records)
- 1984 – Ivan Opium: “Made in Hongkong” (JARO)
- 1984 – Dissidenten: “Sahara Elektric” (Exil Records)
- 1978 – Missus Beastly: “Spaceguerilla” (Schneeball Records)
- 1976 – Missus Beastly: “Dr. Aftershave and the mixed Pickles” (Schneeball Records)

außerdem diverse Sampler

## Klanginstallationen
- 2022 – "Der Fluss" im Rahmen der Kunstausstellung "Collage 22" -Spitäle Galerie Würzburg
- 2022 – Premiere der interaktiven Installation "PLAY MY HARP"
- 2022 – Arbeit an einer Klanginstallation auf einem Friedhof in Marl
- 2021 – "Klanggarten Vol.II"im Rahmen der Veranstaltung "Kultur ausm Hut" im Park der Umweltstation Würzburg
- 2020 – 30 Jahre "Klanggarten Vol.I" Jubiläum am Ort der Uraufführung im Park der Umweltstation Würzburg
- 2019 – Premiere der Installation "Klangpuzzle – entlockt" in der Augustinerkirche Würzburg
- 2018 – Es entsteht "Klangpuzzle", eine interaktive Kunst- und Klanginstallation zum Thema Inklusion
- 2017 – "Klanggarten" auf der Landesgartenschau Apolda
- 2016 – "Klangspiele" – Uraufführung der interaktiven Kunst- und Klanginstallation zum Thema Inklusion – St. Johanniskirche Würzburg
- 2015 – Präsentation des berührungslos spielbaren Klanginstrumentes "Soundharp"
- 2014 – "Klanggarten" auf der Landesgartenschau Gießen
- 2013 – "Der Fluss" – Kunstausstellung "Sinnlicht" in der Orangerie Würzburg
- 2012 – "Sturmuhr" auf den Kulturtagen Großenhain
- 2011 – „Der Fluss“ auf der Gartenschau „Natur in Kitzingen“
- 2010 – „Klanguhr – Die Olearius Symphonie“ im Stadtpark Aschersleben
- 2010 – „Klanggarten“ auf der Gartenschau in Bad Nauheim
- 2010 – „Der Fluss“ Im Hofgarten der Residenz Würzburg, anlässlich des UNESCO „World Heritage Day“
- 2009 – Klangebene des Natur-Lehrpfades der Firma Dehner als Dauereinrichtung in Rain
- 2009 – „Klanggarten“ auf der Gartenschau „Natur in Rain 2009“
- 2008 – „Rheinklang“ Installation mit 30 Lautsprechern am Rheinufer in Bingen
- 2008 – „Klanggarten“ im Palmengarten in Frankfurt am Main
- 2008 – „Klangallee“ mit 28 Lautsprechern entlang des Soester Stadtwalls
- 2007 – „the secret element“ auf dem Traumzeitfestival / SoundArt Duisburg
- 2007 – „Klanggarten III“ in Nieheim
- 2006 – „Klanggarten I“ im Hofgarten der Residenz Würzburg
- 2006 – Installation mit 26 Lautsprechern entlang der Röder in Großenhain
- 2006 – Installation „Klanggarten“ Meran / Italien als Dauereinrichtung
- 2006 – Dokumentation der Konzepte „the secret element“ und „1000 m unter Marl“ im Skulpturenmuseum Glaskasten Marl
- 2006 – „the secret element“ auf der ART Cologne innerhalb der SoundART
- 2005 – „the secret element“ im Museum im Kulturspeicher in Würzburg
- 2005 – Installation „Klanggarten“ in Bad Zwesten als Dauereinrichtung
- 2005 – Beitrag zur Kunstausstellung „Kunstwerk 3“ in Roth
- 2005 – Beitrag zur Kunstausstellung „Spurensuche“ in Großenhain
- 2005 – Beitrag zur Kunstausstellung „Zauberwald“ in Waldbrunn
- 2004 – „Sphären-Klänge“ LGS Nordhausen
- 2004 – „Obscuratorium“ Klangkuppel, LGS Trier
- 2003 – „Klanggarten III“ Hofgarten der Residenz Würzburg
- 2003 – „Ort der Ruhe“ in Roth
- 2002 – „Klanggarten“ in Alzenau
- 2002 – Installation „Klanggarten“ Karlstadt als Dauereinrichtung
- 2001 – „Music in the dark“, Festival der leisen Töne
- 2001 – „Klanggarten Vol. II“, Hofgarten der Residenz Würzburg
- 2001 – Auftragskomposition zur BUGA Potsdam
- 2000 – Projekt „Ver-rückte Kreise“, LGS Memmingen
- 2000 – Installation „Klanggarten“ Bad Kissingen als Dauereinrichtung
- 1999 – „Klanggarten Vol. III“, LGS Olbersdorf/Zittau
- 1999 – „Klangallee“, Hofgarten der Residenz Würzburg
- 1999 – Installation „Klanggarten“ Bad Mergentheim als Dauereinrichtung
- 1998 – „Begrenzte Horizonte“ Auftragskomposition zum Beitrag des Bayerischen Umweltministeriums
- 1997 – „Klanggarten Vol. II“, LGS Mosbach
- 1997 – „Klanggarten Vol. I“ anlässlich der Ausstellung „Erlebnisfeld der Sinne“ in Großenhain
- 1997 – Beitrag zur Kunstausstellung „Erlebnisfeld der Sinne“ in Großenhain
- 1995 – „Klanggarten Vol. II“, BUGA Cottbus
- 1995 – Installation „Klanggarten“ in Bad Sassendorf als Dauereinrichtung
- 1994 – „Klangallee“, LGS Fulda
- 1994 – „Klanggarten Vol. I“, LGS Paderborn
- 1994 – „Klanggarten Vol. I“, LGS Bad Dürrheim
- 1993 – „Klanggarten Vol. II“, IGA Stuttgart EXPO
- 1990 – „Klanggarten Vol. I“ „Festival des Hörens“ in Erlangen
- 1990 – „Klanggarten Vol. I“, LGS Würzburg